# Czupel (931 m)
Czupel (931 m) – najwyższy szczyt Beskidu Małego, znajdujący się w jego zachodniej części położonej na zachód od doliny Soły. Jest to tzw. Grupa Magurki Wilkowickiej. Czupel jest zwornikiem dla kilku grzbietów. Sąsiaduje z Rogaczem (900 m), oddzielony od niego przełęczą Wysokie Siodło

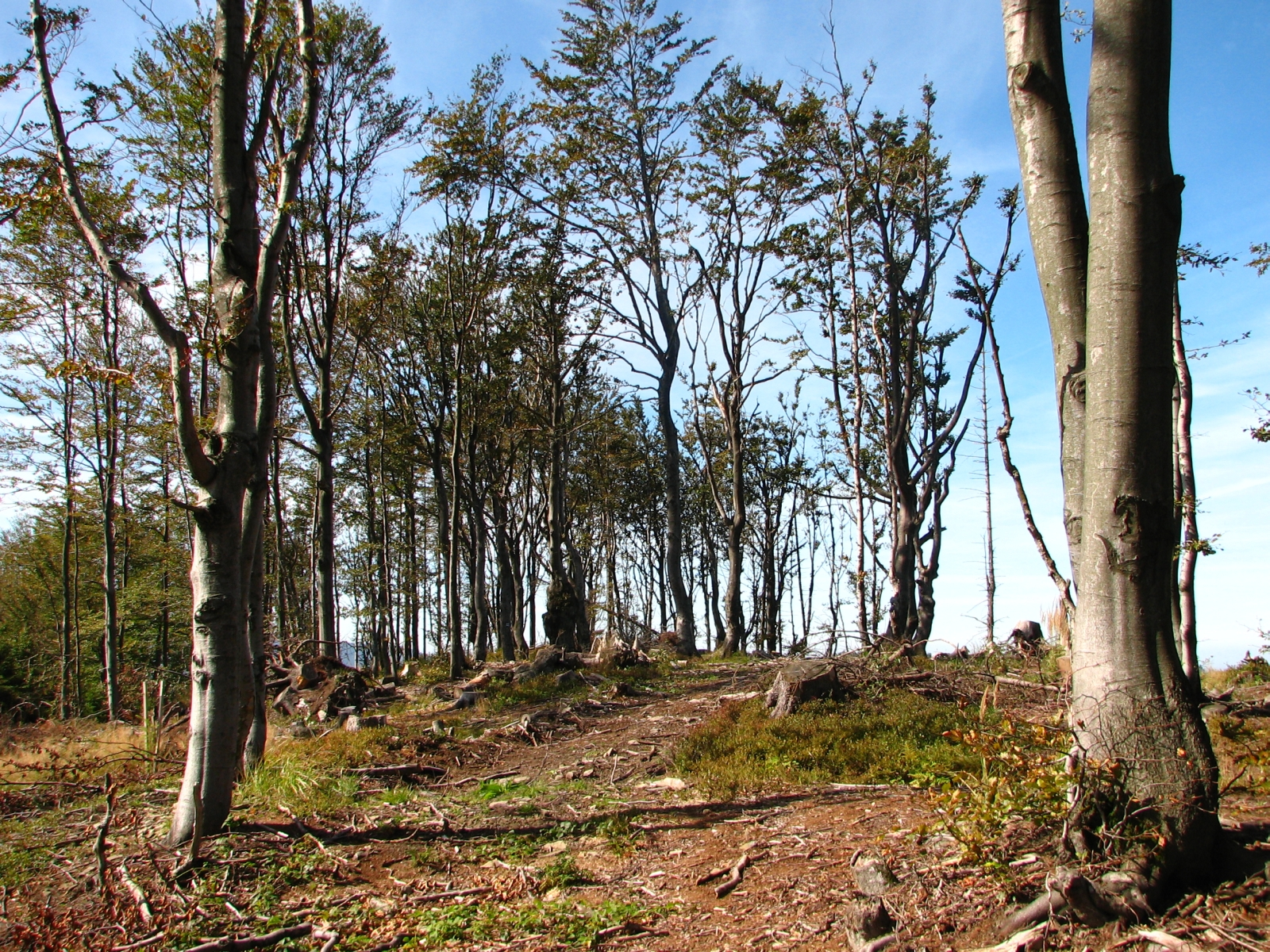
Buki na szczycie Czupla

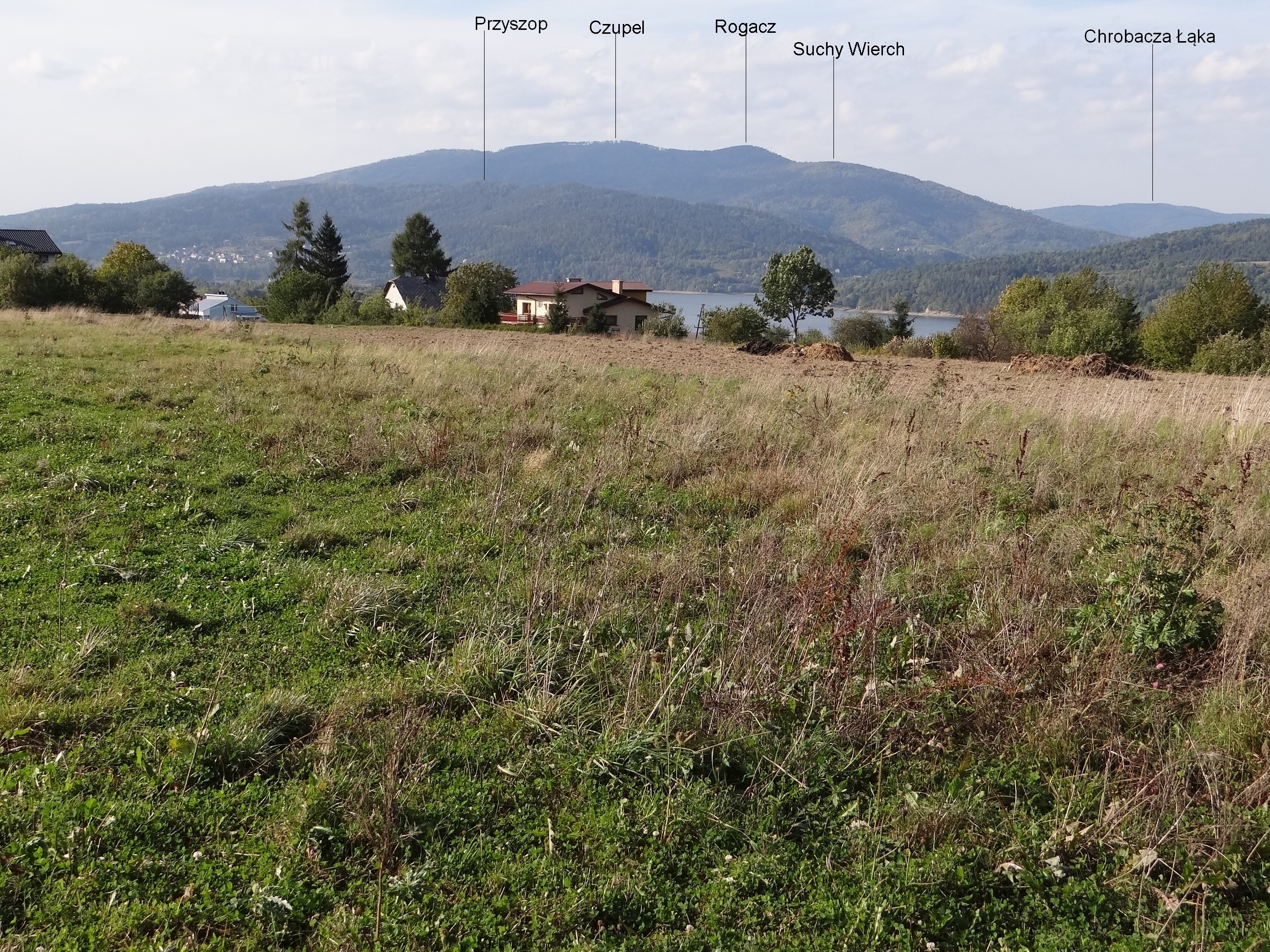
Widok na Czupel od południa

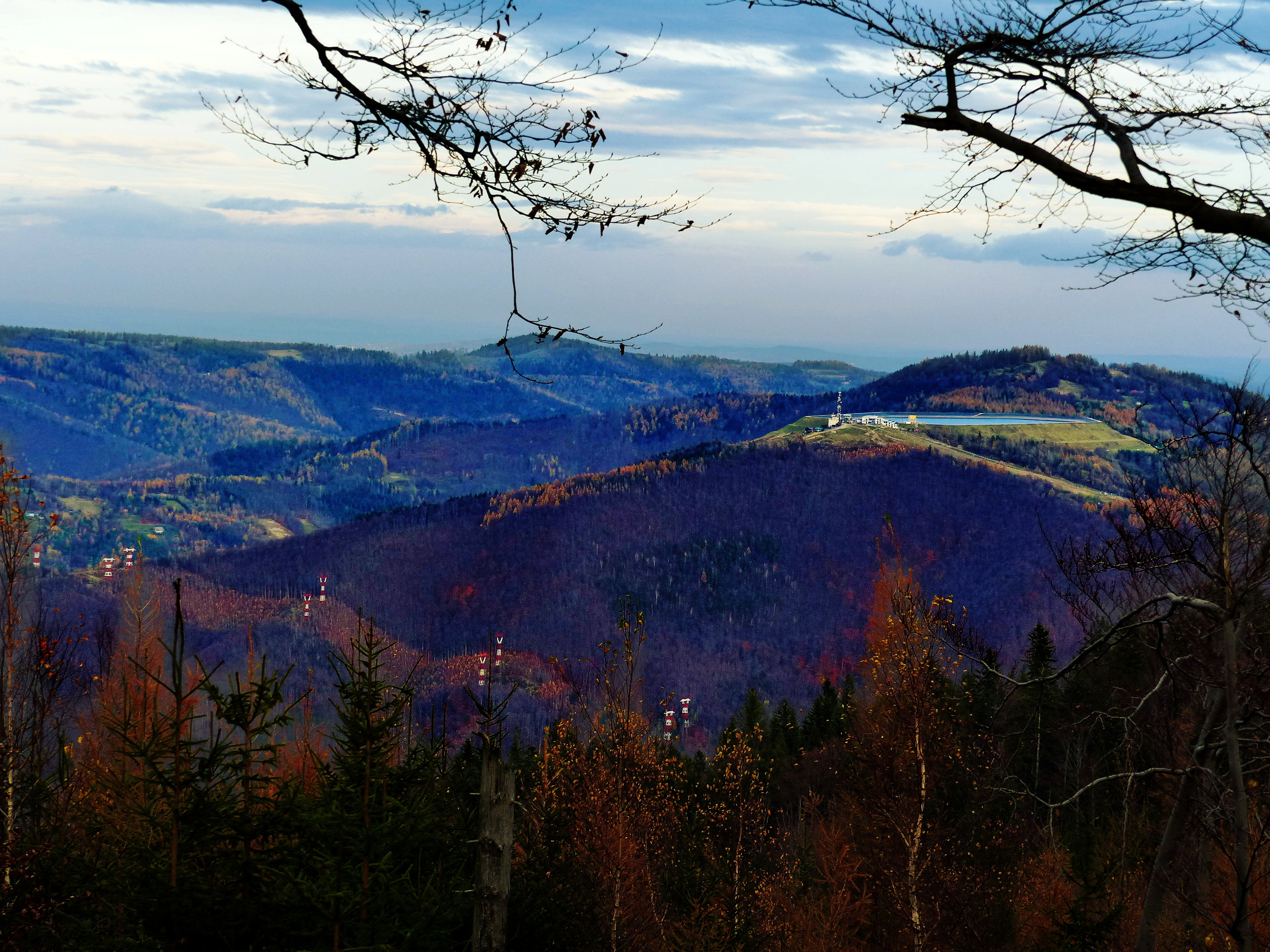
Widok z Czupla na Górę Żar

Według najnowszych pomiarów geodezyjnych i lidarowych szczyt ma wysokość 931 m. Na większości map podawana jest jeszcze wysokość 930 m, w niektórych publikacjach 933 m.
Cały masyw Czupla jest porośnięty lasem. W lasach zaliczanych do piętra regla dolnego, dominuje buk z domieszką świerka, występuje dość rzadka naparstnica purpurowa i rzadki gatunek chrząszcza – biegacz pomarszczony. Ostatnio wiatrołomy i wycinka drzew spowodowały wylesienie szczytu, co umożliwia oglądanie dość rozległych widoków. Widoczny jest grzbiet biegnący ku Magurce Wilkowickiej, Pogórze Śląskie z Jeziorem Goczałkowickim, Gaiki, Groniczki, Chrobacza Łąka, Jezioro Międzybrodzkie i Czanieckie, Bukowski Groń, Złota Górka, Żar, Kiczera, a w oddali Pasmo Bliźniaków.
Na grzbiecie Czupla wzdłuż szlaku turystycznego znajdują się długie wały kamieni zbieranych z dawnych hal. Miejscowa ludność nazywa je kródami. Istnieją też resztki okopów z okresu II wojny światowej. Na wschodnim grzbiecie Czupla znajdują się polany, z których widać Babią Górę, Pilsko, a nawet Tatry i słowacką Małą Fatrę.
Grzbietem Czupla biegnie granica między miejscowościami Międzybrodzie Bialskie i Łodygowice w województwie śląskim, w powiecie żywieckim niebieski szlak turystyczny, a na przełączce Wysokie Siodło (po wschodniej stronie szczytu) krzyżuje się z nim szlak czerwony. Czupel należy do Korony Gór Polski.
Przed 1914 r. przy szlaku z Czupla na Magurkę Wilkowicką, powstało schronisko turystyczne „Widok na Tatry”, które funkcjonowało do 1967.

## Szlaki turystyczne
Czernichów – Suchy Wierch – Rogacz – Wysokie Siodło – Czupel (czas przejścia: ~1:55 h, ↓ ~1:00 h)
 Przełęcz Przegibek – Magurka Wilkowicka – Czupel (czas przejścia: ~1:45 h, ↓ ~1:20 h)
 Łodygowice – Przysłop – Wysokie Siodło – Międzybrodzie Bialskie (czas przejścia: ~2:35 h, ↓ ~1:40 h).